# Бернард, Малкольм
Малкольм Александер Бернард (англ. Malcolm Alexander Bernard; род. 31 января 1994, Майами, штат Флорида, США) — американский профессиональный баскетболист, играющий на позиции атакующего защитника.

## Карьера
Не став выбранным на драфте НБА 2017 года, Бернард подписал контракт с «Аргентино де Хунин». За аргентинский клуб Малкольм сыграл только 3 игры, в которых набирал в среднем 7,3 очка, 6,3 подбора, 1,7 передачи и 1,7 перехвата.
21 октября 2017 года Бернард был выбран под 13-м номером на драфте G-Лиги клубом «Гранд-Рапидс Драйв». В составе команды Малкольм провёл 17 матчей, в которых набирал 3,0 очка и 3,1 подбора в среднем за игру.
Летом 2018 года Бернард выступал за «Рокгемптон Рокетс» в австралийской полупрофессиональной лиге NBL1 North, в которой набирал в среднем 26,5 очка и 7,6 подбора.
В июле 2018 года Бернард подписал контракт с «Нокиа», но в декабре покинул команду из-за травмы ахиллова сухожилия. В 14 матчах статистика Малкольма составила 15,2 очка и 5,6 подбора.
Сезон 2020/2021 Бернард начинал в «Аль-Хор». В 10 матчах Малкольм набирал в среднем 19,2 очка, 7,5 подбора, 5,6 передачи и 3,5 перехвата. Но, в феврале 2021 года Бернард перешёл в «Рогашку».
Летом 2021 года Бернард стал игроком «Новосибирска». В 13 матчах Суперлиги-1 Малкольм отметился статистикой в 16,8 очков, 3,7 передач, 3,9 подборов и 1,1 перехватов в среднем за игру.
В январе 2022 года Бернард перешёл в «Уфимец». В марте Бернард покинул уфимский клуб по личным причинам, связанными с ситуацией между Россией и Украиной, а также с её возможными последствиями. В 9 матчах Малкольм в среднем набирал 14,7 очков и 5,9 подборов.
Свою карьеру Бернард продолжил в «Бендиго Брэйвз».